# دانيال داي وليامز
دانيال داي وليامز (بالإنجليزية: Daniel Day Williams)‏ هو عالم عقيدة أمريكي، ولد في 1910، وتوفي في 1973.